# Pierre Chareau

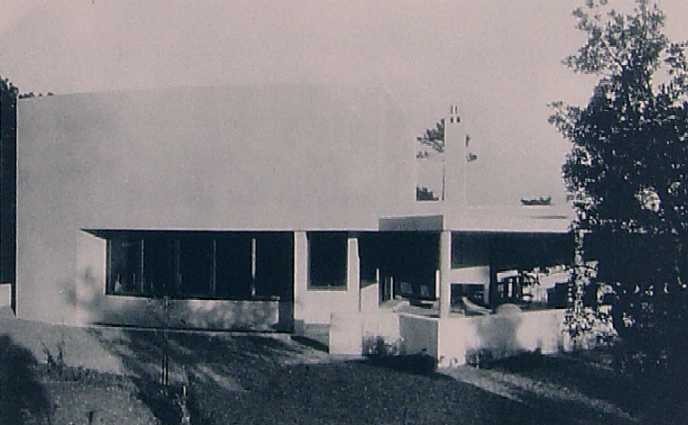
Clubhouse du golf de Beauvallon à Sainte-Maxime, 1926-1927

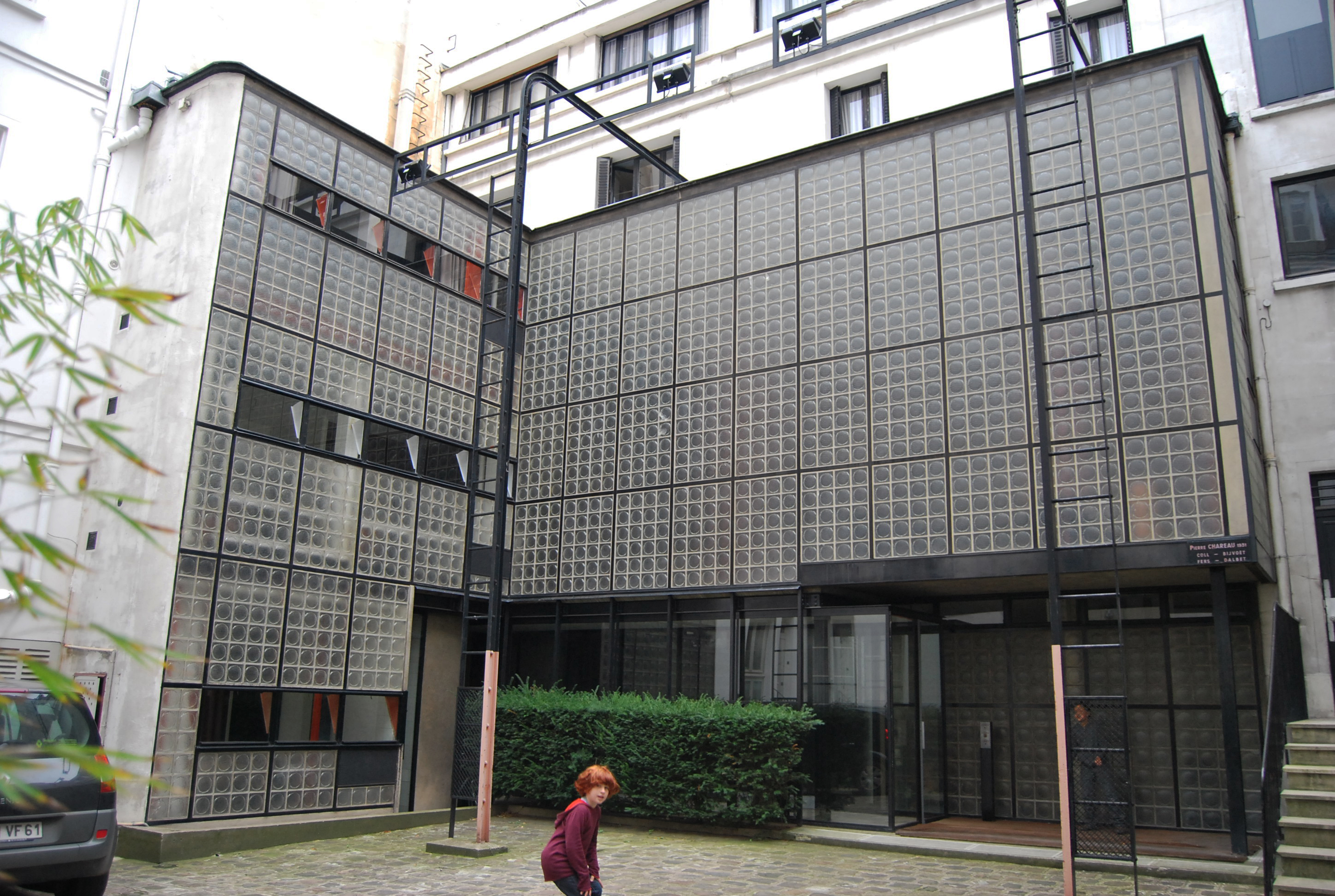
Maison de verre 1928-1931

Pierre Chareau, né le 4 août 1883 à Bordeaux et mort le 24 août 1950 dans l'État de New York, est un architecte et designer français.
Pierre Chareau fut en France l'un des premiers architectes d'intérieur modernes utilisant de nouveaux matériaux, tels que le verre ou l'acier. Il fut membre du congrès international d'architecture moderne.

## Biographie
Pierre Chareau naît à Bordeaux en 1883. Il étudie à l'École nationale supérieure des beaux-arts, puis travaille de 1899 à 1914 comme dessinateur pour l'entreprise Waring & Gillow (en). En 1919, après la première Guerre mondiale, il ouvre sa propre agence d'architecture et de design. Il expose au Salon d'automne la même année, où son travail est fortement remarqué, ainsi qu'en 1920. Il imagine alors de donner plus de souplesse aux meubles et aux cloisons grâce à des parties pivotantes ou coulissantes adaptées à leur utilisation.
En 1919, il conçoit pour le docteur Jean Dalsace l'installation de deux pièces, un bureau et une chambre à coucher, ce qui lui vaudra sa nomination comme sociétaire au Salon d'automne. La plus grande partie des meubles de la « maison de verre » construite à partir de 1928 date de cette époque. Intéressé par la peinture et la musique, il se consacrera cependant de plus en plus à l'architecture à partir de 1919. En 1922, il participe au Salon des artistes décorateurs
Il réalise alors une série de lampes et d'appliques utilisant des feuilles d'albâtre, dont la forme permet d'évoquer un véritable « style Chareau », avec notamment le lampadaire « La Religieuse » de 1923 et des meubles en bois à mécanismes et éléments mobiles, comme sa « Table éventail » de 1923-1924 à plateaux pivotants, qui perfectionne le principe utilisé par Louis Sorel dans sa « Table à thé » de 1910. Cette tendance est également suivie par Eileen Gray en 1924, avec une table coiffeuse à tiroirs pivotants, par Francis Jourdain avec une table de dressing et par Auguste Perret avec une table de chevet, qui pour la première fois utilise le roulement à billes et qui sera présentée à l'Exposition internationale des Arts décoratifs et industriels modernes de 1925.
Comme Djo-Bourgeois, ces créateurs se distinguent alors en prônant l’assujettissement de la structure à la fonction et l'usage de meubles à fonctions combinées, ou dialoguant, voire s'intégrant avec les volumes intérieurs, lesquels seront invités avec Pierre Legrain par Chareau à présenter un stand commun au Salon des artistes décorateurs de 1924, consacré à « la réception et l’intimité d’un appartement moderne », qui est particulièrement remarqué, à la veille de l'exposition de 1925. Chareau ouvre alors la même année un magasin appelé « La Boutique », 3 rue du Cherche-Midi à Paris, afin de promouvoir son travail et celui d’artistes comme Hélène Henry, créatrice de tissus et de tapis, ou Jean Burkhalter, créateur de mobilier et de tapis.
Il collabore aux films de Marcel L'Herbier L'Inhumaine en 1924 (Département Art) et Le Vertige en 1926 (chef décorateur),,
Pour l'Exposition internationale des Arts décoratifs et industriels modernes de 1925 à Paris, on lui confie la réalisation du bureau-bibliothèque du Pavillon d’une ambassade française, aujourd'hui reconstitué au Musée des arts décoratifs. Ce dernier espace, sur un plan circulaire, est coiffé d’une coupole supportée par deux poteaux et une corniche annulaire comportant des panneaux de bois en “éventail” modulant la lumière. L’espace est structuré par des baies et par des parois équipées de rayonnages de bibliothèque intégrés et revêtues de bois de palmier. Dans l’espace libéré, au centre, un bureau à pans coupés avec plateaux frontaux et latéraux coulissants et un fauteuil sont placés sur un tapis dont le motif a été conçu par Jean Lurçat. Deux pièces attenantes étaient à l’usage des secrétaires.
À l'occasion du XVIe salon des artistes décorateurs de 1926, il crée le Groupe des cinq avec Pierre Legrain, Raymond Templier, Jean Puiforcat et Dominique, qui s'oppose au classicisme de la société des artistes décorateurs[réf. nécessaire].
À partir de 1926 également, il crée des bureaux en bois et métal,. Le premier exemplaire, doté de plateaux coulissants et de piétements en fer forgé, comme son tabouret également supporté par deux tiges de métal, est destiné à Georges-Henri Pingusson. Un autre, conservé au MNAM, comportant tablette et tiroir pivotants, sera réalisé pour Robert Mallet-Stevens en 1927 et un pour lui-même également. En 1927, il conçoit aussi des chaises et tabourets en métal peint, dont la « Chaise pliante MC763 » et ses variantes en métal et rotin pour le Clubhouse du golf de Beauvallon à Sainte-Maxime, construit en 1926-1927, ainsi que le « Tabouret MT344 » en tube de métal peint et bois, pour le bar-fumoir du Grand Hôtel de Tours, dont il aménage les pièces de réception en 1928[réf. nécessaire].
Remarqués par Mallet-Stevens, les artistes de l'exposition groupée du salon de 1924 sont appelés par celui-ci pour décorer la Villa Noailles. Chareau crée ainsi en 1928 un lit suspendu à des barres métalliques, conçu dès 1925, pour la chambre en plein air réalisée sur la terrasse de la villa, qui est isolée par des parois de ferronneries escamotables de Jean Prouvé et agrémentée de meubles en tubes d'acier de Marcel Breuer. Il conçoit également l'ameublement de la chambre de Monsieur et des sièges pour le petit salon. En 1925, Djo-Bourgeois avait déjà aménagé la salle à manger, puis quatre chambres au mobilier intégré en 1926 et un bar coloré dans les salles voûtées, Pierre Legrain une chambre et, en 1925-1926, Sybold van Ravesteyn avait réalisé la polychromie de la chambre d'amis du 2e étage, avec un mobilier De Stijl en bois et métal peints de couleurs primaires, composé de table, chaise et table de nuit intégrée au chevet du lit. De même, entre 1925 et 1928, Eileen Gray réalisera un tapis et une desserte pour la chambre de Madame, dotée également d'un lit de Djo-Bourgeois, d'un fauteuil de Dominique et d'une chaise de Francis Jourdain, Charlotte Perriand une table de jeu pliante et Sonia Delaunay des « tissus simultanés ».
Au 31, rue Saint-Guillaume à Paris, il réalise entre 1928 et 1931 son œuvre majeure pour le docteur Dalsace, la Maison de verre, composée de trois étages et conçue comme un espace total, dont la façade sur cour est complètement vitrée : une structure métallique tramée soutient des panneaux en pavés de verre. Tandis que les chambres s'isolent par des portes-placards, en bois ou métal, qui coulissent ou pivotent. La structure (poutres et poutrelles en acier), les canalisations et conduits restent visibles et participent à l'architecture, transformant ainsi les éléments utilitaires de la maison en éléments décoratifs.
Entre 1931 et 1932, il exécute des bureaux en dalles de verre et de cuivre. Il participe à l'Exposition internationale des Arts et des Techniques appliqués à la Vie moderne de 1937 à Paris en exposant au pavillon de l'U.A.M. dont il est membre fondateur en 1929 avec Robert Mallet-Stevens, René Herbst et Charlotte Perriand et, en 1938, il réalise un bureau au ministère des Affaires étrangères[réf. nécessaire].
Pierre Chareau part en 1940 aux États-Unis, où il reçoit en 1947 la commande d'une maison par Robert Motherwell à East Hampton près de New York, puis de la villa La Colline réalisée en 1950 pour Mesdames Monteux et Laughlin à Spring Valley. Il meurt la même année, alors qu'il s'apprêtait à rentrer en France[réf. nécessaire].

## Réalisations

### Œuvres principales
- 1926-27 : club-house du golf de Beauvallon[13], Sainte-Maxime (Var)
- 1927 : villa « Vent d'Aval »[14] (Var) contiguë au club-house, tous deux réalisés pour l'industriel belge Émile Bernheim (1886-1985)
- 1927 : aménagement intérieur du Grand Hôtel de Tours [15]
- 1927 : aménagement intérieur de son appartement au 54, rue Nollet à Paris[16]
- 1928-31 : maison de verre[17]
- 1932 : bureaux de la société LTT à Paris
- 1947 : atelier du peintre Robert Motherwell à East Hampton (New York)

### Meubles
- 1925 : l'École nationale des arts décoratifs d'Aubusson lui achète deux montures en métal pour écran de cheminée destinées à être garnies de tapisserie d'Aubusson par Louis Valtat et François Faureau, pour le stand de l'école à l'Exposition internationale des Arts décoratifs et industriels modernes de 1925 à Paris.